# Jule Brand
Jule Brand, född den 16 oktober 2002 i Germersheim, är en tysk fotbollsspelare.

## Karriär
Jule Brand inledde sin seniorkarriär i TSG Hoffenheim år 2018 innan hon 2022 kontrakterades av VfL Wolfsburg. I maj 2025 meddelades att hon lämnar Tyskland för franska Olympique Lyonnais. Hon har även representerat det tyska damlandslaget där hon debuterade år 2021. Hon ingick i det tyska lag som vid olympiska sommarspelen 2024 i Paris tog brons efter att ha vunnit bronsmatchen mot Spanien.